# December 2018
Dit artikel geeft een chronologisch overzicht van de belangrijkste gebeurtenissen per dag in de maand december van het jaar 2018.

## Gebeurtenissen

### 1 december
- Bij uit de hand gelopen rellen door 'gele hesjes' in de Franse hoofdstad Parijs worden auto's in brand gestoken, ruiten bij banken ingegooid en vernielingen aangericht op de Arc de Triomphe.[1]

### 2 december
- In Brussel vindt de klimaatmars Claim The Climate plaats.

### 3 december
- De gemeente Amsterdam haalt de iconische rood-witte I Amsterdam-letters op het Museumplein weg.[2]
- De Qatarese minister van Energie maakt bekend dat Qatar per 1 januari uit de OPEC stapt.

### 4 december
- De Franse regering stelt de geplande verhoging op de brandstofbelasting uit na uit de hand gelopen rellen door de 'gele hesjes'.[3]

### 5 december
- Een zware zeebeving met een kracht van 7,5 op de schaal van Richter treft de eilandengroep Nieuw-Caledonië. De lokale autoriteiten geven daarna een tsunamiwaarschuwing.[4]
- De Tweede Kamer der Staten-Generaal gaat akkoord met het zogenoemde pact van Marrakesh, een migratiepact van de Verenigde Naties.[5]
- Een meerderheid in de Nederlandse Tweede Kamer stemt in met de verhoging van de rente op studieschulden.[6]

### 6 december
- De rechtbank in Lelystad oordeelt dat het afschieten van edelherten in de Oostvaardersplassen op korte termijn mag beginnen. Drie natuurverenigingen hadden hiertegen bezwaar aangetekend, maar de rechter wees hun bezwaren af.[7]
- Het Nederlandse Ministerie van Onderwijs richt een fonds ter waarde van 10 miljoen euro op voor mbo-studenten die studievertraging oplopen door ziekte, beperking of zwangerschap.[8]
- Het Belgische parlement stemt in met het zogenoemde pact van Marrakesh, dat de menselijke migratie wereldwijd beheersbaarder moet maken.[9]

### 7 december
- De Duitse bondskanselier Angela Merkel treedt na achttien jaar af als partijvoorzitter van de CDU.[10] Haar partijgenoot Annegret Kramp-Karrenbauer volgt haar op.[11]

### 8 december
- Tijdens een concert van de Italiaanse rapper Sfera Ebbasta in een nachtclub in het midden van het land komen zes mensen om het leven en vallen tientallen gewonden.[12]
- De federale regering-Michel gaat door als minderheidsregering nadat de N-VA-bewindslieden uit de coalitie stapten wegens hun weigering in te stemmen met het migratiepact van Marrakesh.[13]

### 9 december
- De gele hesjes richten een ravage aan in de Franse hoofdstad Parijs.[14]

### 10 december
- Tijdens een migratietop in Marokko keuren 164 landen het VN-pact van Marrakesh goed.[15]
- De Britse premier May stelt een geplande stemming in het Lagerhuis over de Brexit-deal die zij sloot met de EU voor onbepaalde tijd uit, uit vrees voor een grote nederlaag.[16]
- In een televisietoespraak zegt de Franse president Macron dat hij een aantal maatregelen neemt om de 'gele hesjes' tegemoet te komen. De aangekondigde maatregelen behelzen onder meer dat het Franse minimumloon met 100 euro per maand omhooggaat.[17] De 'gele hesjes' willen echter eerst zien, dan geloven.

### 11 december
- In Straatsburg vindt een aanslag plaats. Een man schiet met een automatisch geweer op bezoekers van een kerstmarkt. Daarbij vallen in eerste instantie twee doden en 14 gewonden. Drie personen overlijden later alsnog.
- Uit onderzoek van ruimtevaartorganisatie NASA blijkt dat ook de gletsjers van Oost-Antarctica krimpen als gevolg van de opwarming van de Aarde.[18]
- De NASA-ruimtesonde OSIRIS-REx treft waterresten aan op de planetoïde Bennu.[19]
- Het Internationale Rode Kruis waarschuwt dat een humanitaire ramp dreigt in Bosnië en Herzegovina omdat duizenden migranten in tenten verblijven terwijl de temperatuur daar kan dalen tot −15 °C.[20]

### 12 december
- De Britse premier May overleeft een vertrouwensstemming binnen de Conservatieve Partij over haar positie als leider van die partij en als premier van het land.[21]
- Het Federaal Hooggerechtshof in New York veroordeelt de voormalig persoonlijk advocaat en zaakwaarnemer van Donald Trump, Michael Cohen, tot drie jaar gevangenisstraf.[22]

### 13 december
- De Britse premier May krijgt in Brussel niet de toezeggingen waar ze op hoopte van de 27 EU-landen om de brexit-deal die zij eerder sloot met de EU door het Lagerhuis heen te loodsen.[23]

### 14 december
- Het parlement van Kosovo stemt in met het formeren van een eigen leger. Dit tot woede van buurland Servië.[24]
- Een federale rechter in de Verenigde Staten oordeelt dat de zorgwet Obamacare ongrondwettelijk is.[25]

### 15 december
- Australië erkent West-Jeruzalem officieel als hoofdstad van Israël.[26]
- De Oekraïens-Orthodoxe Kerk maakt zich los van de Russisch-Orthodoxe Kerk.[27]
- Tijdens de internationale klimaatconferentie in het Poolse Katowice wordt overeenstemming bereikt over de toepassing van het Akkoord van Parijs.[28]
- Archeologen ontdekken in het Egyptisch necropolis Saqqara de 4400 jaar oude graftombe van hogepriester Wahtye.[29]

### 16 december
- In Portugal stort een traumahelikopter neer.[30] Daarbij vallen vier doden.
- Ruim vijfduizend mensen, onder wie aanhangers van Vlaams Belang, protesteren in de Belgische hoofdstad Brussel tegen het migratiepact van Marrakesh.[31]
- Bij een grote brand in een restaurant in Japan raken circa veertig mensen gewond, onder wie één zwaar.[32]
- In het Indiase Bhubaneswar worden de Belgische Red Lions voor het eerst wereldkampioen hockey. Daarvoor verslaan ze Nederland in shoot-outs met 3-2, nadat de wedstrijd op 0-0 was geëindigd.[33]

### 17 december
- De Europese Unie trekt 122 miljoen euro uit voor steun aan Syrische vluchtelingen.[34]
- De Britse premier May maakt bekend dat er op 19 januari 2019 alsnog een stemming in het Lagerhuis plaatsvindt over de Brexit-deal die zij eerder sloot met de EU.[35] Ze herhaalt opnieuw dat er geen tweede Brexit-referendum komt.
- Astronomen ontdekken de dwergplaneet Farout, het verste object dat tot nu toe is waargenomen in het zonnestelsel.[36]
- Op de Algemene Vergadering van de Verenigde Naties wordt het VN-Vluchtelingenpact goedgekeurd.
- In het Marokkaanse Atlasgebergte (op 10 kilometer van het dorpje Imlil) worden de verminkte lichamen gevonden van Maren Ueland (28) en Louisa Jespersen (24), twee Scandinavische toeristes. Jespersens keel was overgesneden, Ueland werd onthoofd. Al gauw blijkt het om een terreurdaad te gaan.[37]

### 18 december
- In België biedt de minderheidsregering onder leiding van Charles Michel alsnog haar ontslag aan. Dit gebeurt een week nadat de N-VA uit de regering was gestapt vanwege het ondertekenen van het pact van Marrakesh.[38]
- Bij een schietpartij op het Designcollege in Rotterdam komt een 16-jarig meisje om het leven.[39]

### 19 december
- De Europese Commissie presenteert een noodplan voor de luchtvaart en het wegtransport bij een no-deal-Brexit.[40]
- De Amerikaanse president Trump kondigt aan alle troepen uit Syrië terug te trekken. Volgens hem is IS verslagen.[41]
- Op de Algemene Vergadering van de Verenigde Naties wordt het VN-Migratiepact, ook wel het pact van Marrakesh genoemd, door 152 landen goedgekeurd. Vijf landen stemmen tegen, twaalf landen, waaronder meerdere EU-lidstaten, onthouden zich van stemming.

### 20 december
- Het Deense parlement stemt in met een omstreden plan van de regering om uitgeprocedeerde, criminele asielzoekers te verbannen naar Lindholm, een afgelegen Deens eiland ter grootte van ongeveer 4000 vierkante kilometer.[42][43]
- Het Londense vliegveld Gatwick sluit voor bijna anderhalve dag zijn landingsbanen nadat ooggetuigen drones in de buurt van het vliegveld hadden waargenomen.[44][45]
- De Amerikaanse minster van Defensie James Mattis dient zijn ontslag in wegens een verschil van inzicht met president Trump.[46]

### 21 december
- De Belgische koning Filip accepteert het ontslag van de regering-Michel II.[47]

### 22 december
- Bij een ongeluk met een schoolbus in Nepal komen meer dan twintig mensen om het leven.[48]
- In de Straat Soenda vallen meer dan 400 doden door een tsunami die volgt op een uitbarsting van de Anak Krakatau.[49][50]
- De Amerikaanse president Donald Trump kondigt een government shutdown aan. De Democraten zijn niet akkoord gegaan met een begroting waarin vijf miljard dollar wordt vrijgemaakt voor de “Muur van Trump” die tussen de Verenigde Staten en Mexico moet komen te staan.[51]

### 24 december
- Er komen vervroegde parlementsverkiezingen aan in Israël in april 2019 vanwege onenigheid binnen de coalitie over de dienstplichtwet, die ultraorthodoxe Joden verplicht het leger in te gaan.[52]

### 25 december
- In China kaapt een man gewapend met een mes een stadsbus en rijdt vervolgens in op een menigte. Daarbij vallen zeker vijf doden en meer dan twintig gewonden.[53]

### 26 december
- Japan stapt uit de Internationale Walvisvaartcommissie en gaat vanaf juli 2019 weer op walvissen jagen.[54]
- Australië kampt tijdens de kerst met een hittegolf die gepaard gaat met temperaturen die kunnen oplopen tot 49 graden Celsius.[55]

### 27 december
- De Anak Krakatau-vulkaan in Indonesië blijft actief. Daarom heeft de overheid van het land de alarmfase verhoogd van niveau 2 naar niveau 3.[56]

### 28 december
- Bij een aanslag op een bus met Vietnamese toeristen in Egypte komen twee mensen om het leven en raken veertien gewond, onder wie de buschauffeur.[57]

### 29 december
- Egyptische veiligheidstroepen doden zeker veertig militanten en arresteren elf bij drie invallen in Noord-Sinaï en in Gizeh.[58]

### 30 december
- Noodweer op de Filipijnen eist aan ruim twintig mensen het leven.[59]
- Bij de chaotische verloop van de presidentsverkiezingen in Congo komen zeker twee mensen om het leven, onder wie een politieman.[60]

### 31 december
- Bij een bomaanslag bij een winkelcentrum in het zuiden van de Filipijnen komen twee mensen om het leven.
- Bij de instorting van een flat in de Russische stad Magnitogorsk komen 37 mensen om het leven. De Russische overheid kondigt één dag van nationale rouw in de regio aan.[61]

## Overleden
← · januari · februari · maart · april · mei · juni · juli · augustus · september · oktober · november · december ·  →